# Mozuli
Mozuli (en rus: Мозули) és un poble de l'óblast de Pskov, a Rússia, segons el cens del 2010 tenia 17 habitants. Pertany al districte de Krasnogorodsk.